# Comuna de Terespol
Terespol (polaco: Gmina Terespol) é uma gminy (comuna) na Polónia, na voivodia de Lublin e no condado de Bialski. A sede do condado é a cidade de Terespol.
De acordo com os censos de 2004, a comuna tem 7097 habitantes, com uma densidade 50,2 hab/km².

## Área
Estende-se por uma área de 141,31 km², incluindo:
- área agrícola: 73%
- área florestal: 14%

## Demografia
Dados de 30 de Junho 2004:
|                      | Total   | Total | Mulheres | Mulheres | Homens  | Homens |
| -------------------- | ------- | ----- | -------- | -------- | ------- | ------ |
|                      | pessoas | %     | pessoas  | %        | pessoas | %      |
| População            | 7097    | 100   | 3642     | 51,3     | 3455    | 48,7   |
| Densidade (pop./km²) | 50,2    | 100   | 25,8     | 25,8     | 24,4    | 24,4   |

De acordo com dados de 2002, o rendimento médio per capita ascendia a 1418,95 zł.

## Subdivisões
- Bohukały, Dobratycze-Kolonia, Kobylany, Koroszczyn, Kołpin-Ogrodniki, Krzyczew, Kukuryki, Kużawka, Lebiedziew, Lechuty Duże, Lechuty Małe, Łęgi, Łobaczew Duży, Łobaczew Mały, Małaszewicze, Małaszewicze Duże, Małaszewicze Małe, Michalków, Murawiec, Neple, Podolanka, Polatycze, Samowicze, Starzynka, Zastawek

## Comunas vizinhas
- Kodeń, Piszczac, Rokitno, Terespol, Comuna de Zalesie.